# Josep Antoni Coderch
Josep Antoni Coderch i Sentmenat est un architecte catalan. Il est né le 26 novembre 1913 à Barcelone et mourut le 6 novembre 1984 dans la même ville.

## Biographie
Le travail de Coderch couvre une période qui s'étend d'après la Seconde Guerre mondiale à la fin des années 1970. Au travers de son œuvre, il critique violemment l'académisme qui prime à son époque. Il étudie la typologie du logement et l'ajout de différentes pièces comme des modules organiques qui gravitent autour de l'élément de base en fonction de l'environnement externe (vue, exposition, intimité...). Il conçoit alors une architecture éthique en lien avec son milieu, fidèle aux traditions méditerranéennes et dénuée de tous les détours de l'académisme prépondérant.

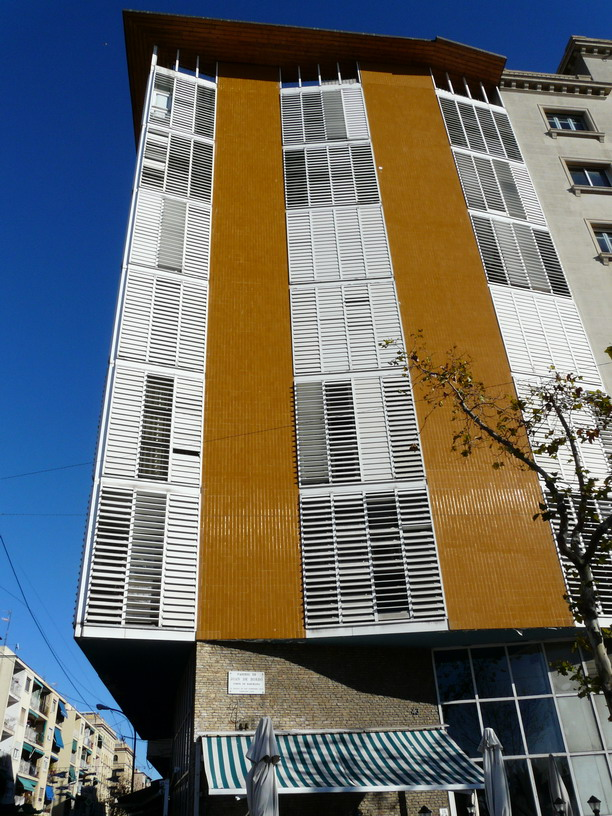
Immeuble de logement collectif "Instituto Social de la Marina" (Barcelone, 1951)

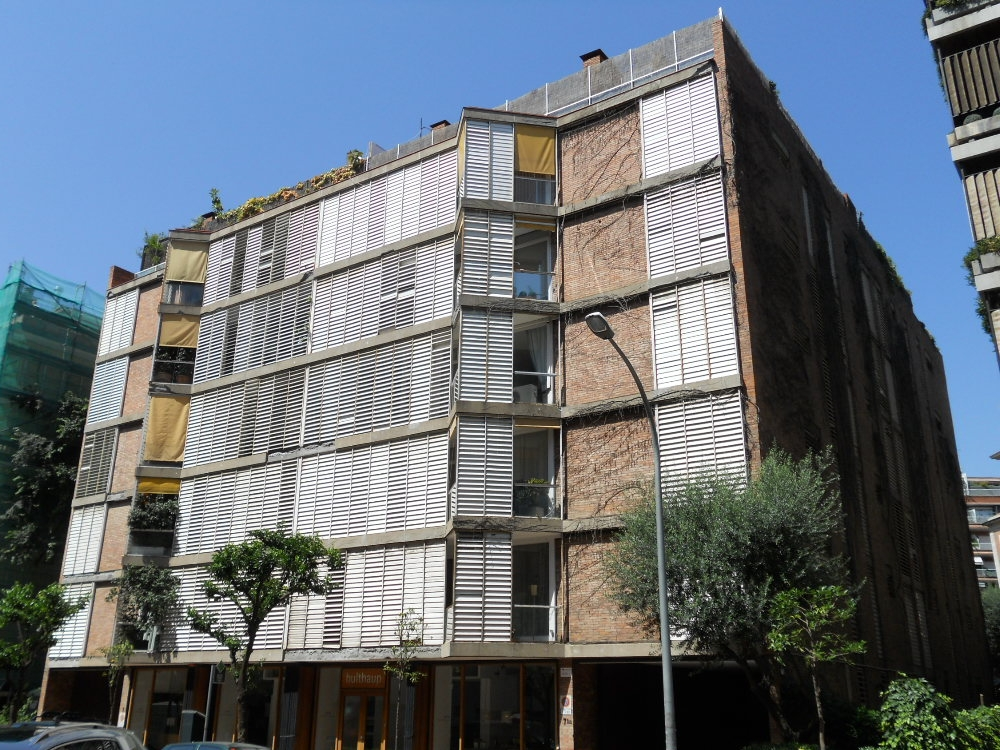
Immeuble de logement collectif de la rue J. S. Bach (Barcelone, 1958)

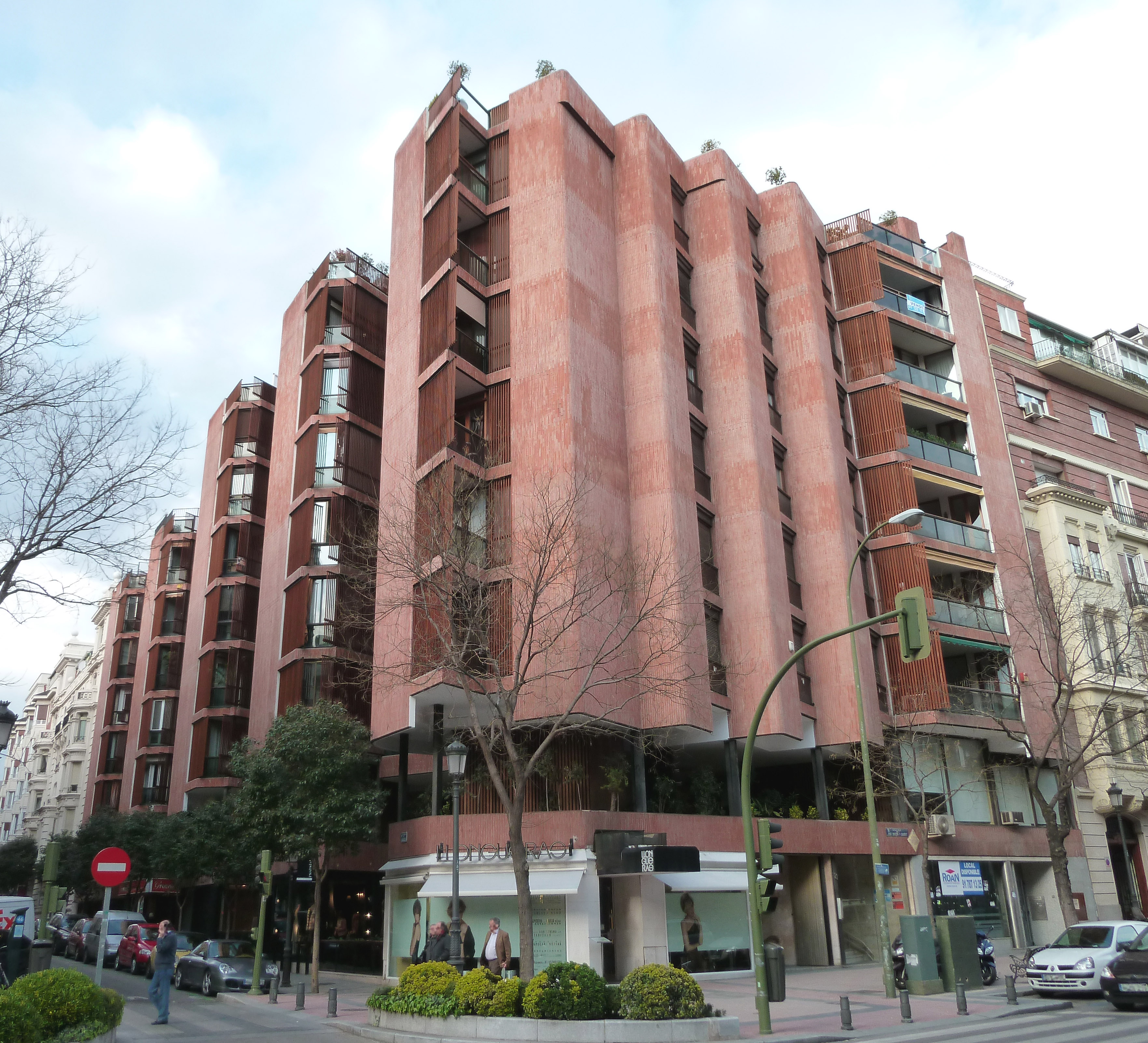
Immeuble de logement collectif Girasol (Madrid, 1966)

Il entre à l'Ecole Technique Supérieure d'Architecture de Barcelone (au sein de laquelle il eut Josep Maria Jujol comme professeur) en 1932. Il obtient son diplôme en 1940. Deux ans plus tard, il établit son cabinet à Barcelone avec Manuel Valls Vergés. Il a également travaillé avec Pedro Muguruza et Secundino Zuazo à Madrid.
Au cours de l'année 1949, il rencontre Gio Ponti et Alberto Sartoris lors de la cinquième assemblée nationale des architectes. Il fonde en 1951 le "grup R" avec Oriol Bohigas, Joaquim Gili i Moros, Josep Maria Martorell, Antoni de Moragas, Josep Pratmarsó i Parera, Josep Maria Sostres et Manuel Valls Vergés. Leur objectif était d'inscrire l'architecture dans une problématique tant artistique que sociale et technique.
Ils organisent de nombreuses conférences, concours, participent à la quatrième Biennale d'architecture de São Paulo, soutiennent la création d'un centre d'information pour l'architecture et la décoration de la maison. En 1958 et 1959, ils dirigent un congrès sur le rapport de la sociologie et de l'économie à l'urbanisme. Cette association sera dissoute en 1961.
En 1959, Coderch devient membre du CIAM. En 1960, il travaille en relation avec le groupe "Team X" aux côtés de Jacob Bakema, Georges Candilis, Giancarlo De Carlo, Aldo van Eyck, Alison et Peter Smithson, Shadrach Woods. À partir de 1965, il retourne à l'Ecole Technique Supérieure d'Architecture de Barcelone mais comme enseignant. En 1970, il est élu membre de l'Académie Royale des Arts de Saint Jordi.

## Principales réalisations
- Casa Ugalde (Caldes d'Estrac, Catalogne, Espagne, 1951)
- Casa Gili (Maison Gili) (Sitges, Catalogne, Espagne, 1965)
- Pavillon espagnol, IX Triennale de Milan (Milan, Italie, 1952)
- Casa Senillosa (Cadaqués, Gérone, Espagne, 1956)
- Immeuble de la banque transatlatique (Barcelone, 1956)
- Immeuble de logement collectif de la rue Joahann Sebastian Bach (Barcelone, 1958)
- Casa Uriach (L'Ametlla del Vallés, Catalogne, 1961)
- Casa Rozès (Roses, Gerone, Espagne, 1962)
- Hotel del Mar (Palma de Mallorca, 1962)
- Casa Catasús (Sitges, Catalogne, 1965)
- Immeuble de bureux Trade (Barcelone, 1966)
- Urbanización Can Pep Simó (Ibiza, 1973)
- Immeuble de logement collectif Girasol (Madrid, 1966)
- Résidences pour la banque Urquijo (Barcelone, 1967)
- Immeuble de l'institut français (Barcelone, 1972)
- Agrandissement de l'Ecole Technique Supérieure d'Architecture de Barcelone (Barcelone, 1978)
- Centre Technique de Seat (Martorell)

## Prix
- DELTA awards de l'Association de Design Industriel (AFI-FAD) pour sa lampe de plafond (1962)
- "Prix National de Design de la République d'Argentine" pour sa lampe de plafond (1964)
- DELTA ADI-FAD awards pour sa cheminée lambrissée "Capilla" (1964)